# 213 (Band)
Das Hip-Hop-Trio 213 (Two One Three) bestand aus den Rappern Nate Dogg, Warren G und Snoop Dogg aus Long Beach (Kalifornien). Der Name lässt sich von dem ehemaligen Area Code von Long Beach 213 ableiten. Die drei schlossen sich in den 1980ern zusammen, bevor sie als Solo-Künstler berühmt wurden. Snoop und Nate Dogg waren Cousins und Warren G, der Stiefbruder von Dr. Dre, ist mit den beiden seit seiner Kindheit befreundet.
Erst 2004, nachdem sie zusammen über 25 Millionen Tonträger als Solokünstler verkauft hatten, hatten sie sich wiedervereinigt, um ihr erstes Album The Hard Way zu veröffentlichen. 21 war damals der Area Code von Los Angeles und die 3 steht für die drei Protagonisten. Inzwischen hat Long Beach seinen eigenen Area Code (562), der Bandname wurde jedoch beibehalten.
In der Nacht zum 16. März 2011 starb Nate Dogg im Alter von 41 Jahren an den Folgen eines Schlaganfalls.

## Diskografie
- 2004: The Hard Way (diverse Auflagen, u. a. Eur. Spec. Edition & Vinyl-LP)
- 2004: Hard Way (Edited Version)
- 2004: Groupie Luv Single (diverse Ausführungen, u. a. E.P. (Vinyl-LP) & Hörkassette)
- 2004: So Fly / Groupie Luv (Vinyl-LP)